# 소복 (영화)
"소복"은 1967년 공개된 대한민국의 영화이다.

## 배역
- 김진규
- 고은아
- 박노식

## 수상
- 제14회 아시아영화제
  - 흑백촬영상